# E. T. A. Hoffmann
Ernst Theodor Amadeus Hoffmann (nacido como Ernst Theodor Wilhelm Hoffmann, Königsberg, 24 de enero de 1776- Berlín, 25 de junio de 1822) fue un escritor, jurista, dibujante, caricaturista, pintor, tenor y compositor musical prusiano, que participó activamente en el movimiento romántico de la literatura alemana.

## Biografía
Nació en Königsberg, en Prusia Oriental (actualmente Kaliningrado, en Rusia), en una familia de origen polaco y húngaro. Tras la separación de sus padres  en 1776 se crio con la pietista familia de su madre, una mujer enferma y neurótica, integrada por sus dos hermanas y un hermano, su tío, persona dominante con el que no se llevó nada bien y a quien llamaba "Dios mío".
Pese a haber mostrado una precoz disposición para la pintura y la música, al ser hijo y sobrino de juristas Hoffmann se vio obligado por su familia a continuar la tradición y estudiar Derecho en la Universidad de Königsberg, y empezó en Glogovia una carrera administrativa que lo llevó a Berlín, Poznan y Plock. En 1800 es nombrado auditor y destinado a Posen y entre 1804 y 1807 ocupó un puesto en el tribunal de Varsovia, donde ya con treinta años se replanteó su vida y retomó su vocación artística primeriza, viviendo una época de intensa actividad en este campo: creó una orquesta, organizó conciertos y compuso bastante música, aunque se emborrachaba escandalosamente y sus caricaturas le daban algún que otro problema con la autoridad; hubo un breve interludio provocado por la invasión napoleónica de 1806 que lo llevó de nuevo a Berlín, donde sufrió unas fiebres tifoideas que casi acaban con su vida. En 1808 se trasladó a Bamberg (Reino de Baviera), donde residió hasta 1813 viviendo en exclusiva de su arte y de su trabajo como tramoyista, director y escenógrafo en el teatro que dirigía su amigo Franz von Holbein (1779-1855), dedicándose además a tareas tan dispares como la de director de orquesta y arquitecto. Más tarde se trasladó a Leipzig con un empleo similar y comienza a colaborar como crítico musical en la revista Allgemeine Musikalische Zeitung; marcha luego a Dresde antes de regresar definitivamente a Berlín.
A partir de 1814, año en que aparece su Fantasiestücke, empieza a consagrarse como autor y al tiempo que estrena Undine en Berlín (Provincia de Brandeburgo) acepta el cargo de consejero de justicia del tribunal de la administración prusiana de esa misma ciudad. Escribe su novela gótica más oscura y célebre, Los elixires del diablo. Papeles póstumos del hermano Medardo, un capuchino (1815 1.ª parte; 1816 la 2.ª). Le llega entonces el triunfo y, esclavo de su excesiva sensibilidad, se entrega a una vida desordenada que destruye su salud (enferma de alcoholismo y sífilis) y lo acerca a la locura, aunque siguió ejerciendo como jurista hasta su muerte y no se resintió toda la ingente producción literaria que desarrolló en estos últimos años; incluso, atacado por la parálisis el mismo año de su muerte, 1822, dicta sus obras a secretarios o a su esposa. Sus amigos intentan alejarlo del abismo, pero enfrentado a los oficiales prusianos y a la censura y abrumado por la desaparición de su gato "Mürr", se agrava definitivamente su sífilis y deja de escribir. La muerte le sobreviene el 25 de junio de 1822.
La fama de E. T. A. Hoffmann se debe más a su obra como escritor que a sus composiciones musicales, y como tal ejerció un influjo sensible en grandes autores como Edgar Allan Poe, Théophile Gautier e incluso Kafka. Sus obras de ficción, de horror y de suspense, que combinan lo grotesco y lo sobrenatural con un poderoso realismo psicológico, se encuentran entre las mejores y más influyentes del movimiento romántico. Heine escribió sobre él:
Sus libros son los más notables de nuestro tiempo. Todos llevan el sello de lo extraordinario... En Los elixires del diablo se contienen las cosas más terribles y espantosas que puede imaginar el espíritu humano. ¡Cuán débil nos parece El Monje de Lewis, que trata el mismo tema! En Gotinga, un estudiante se volvió loco tras leer esta novela
Es conocido por sus historias en las que personajes sobrenaturales y siniestros entran y salen de la vida de los seres humanos, revelando de manera irónica lados trágicos o grotescos de la naturaleza humana. Es autor de la novela corta El cascanueces y el rey de los ratones, en la que se basa el ballet El cascanueces de Piotr Ilich Chaikovski. Richard Wagner se inspiró en historias de Die Serapionsbrüder («Los hermanos de San Serapión») para Los maestros cantores de Núremberg (1868), al igual que Paul Hindemith en Cardillac. Además, sus cuentos sirven de base a la ópera de Jacques Offenbach Los cuentos de Hoffmann, en la que Hoffmann aparece (en una versión profundamente ficticia) como el héroe. El ballet Coppélia se basa en otros dos cuentos de Hoffmann, mientras que la Kreisleriana de Schumann se basa en el personaje de Hoffmann, Johannes Kreisler.

## Inspiración en otros autores

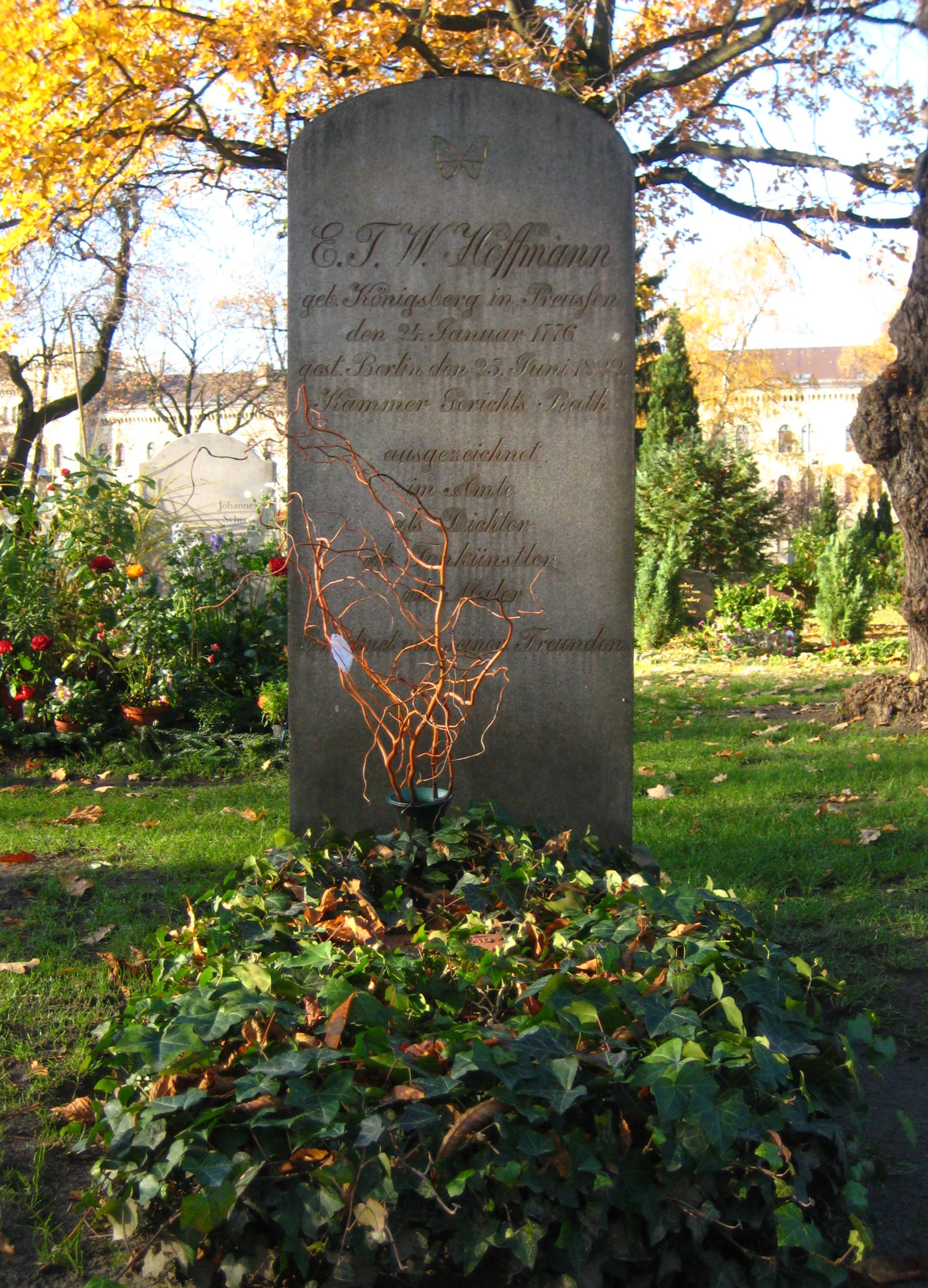
Tumba de E. T. A. Hoffmann en el cementerio III perteneciente a las congregaciones evangélicas de la Iglesia de Jerusalén y la Nueva Iglesia, en Kreuzberg (Berlín).
Traducción de la inscripción de la lápida:
«E. T. W. Hoffmann / nacido en Königsberg en Prusia / el 24 de enero de 1776 / fallecido en Berlín, el 25 de junio de 1822 / Canciller de la Corte de Justicia / excelente en su oficio / como poeta / como músico / como pintor / dedicado por sus amigos».

Como E. T. A. Hoffmann era un magnífico músico, admirado por Beethoven y otros, sus creaciones literarias inspiraron muchas piezas musicales de otros autores. Algunas de las más famosas son, indudablemente, los cuentos fantásticos en los que Jacques Offenbach fundó su ópera Los cuentos de Hoffmann (1880), donde sitúa a E. T. A. Hoffmann como el protagonista de las historias: Der Sandmann («El hombre de arena»), «La noche de San Silvestre» (o de Nochevieja), «El puchero de oro», «Kleinzach» y «El violín de Cremona». Léo Delibes, el célebre compositor francés, también utilizó «El hombre de arena» para su ballet Copelia (1870).
Su personaje del kapellmeister Johannes Kreisler también inspiró la obra para piano Kreisleriana del compositor alemán Robert Schumann. Richard Wagner usó un tratamiento de E. T. A. Hoffmann en Los maestros cantores de Núremberg. Vincenzo Bellini usó «El dux y la dogaresa» para la ópera Marino Faliero, Gaetano Donizetti toma muchos rasgos de «Signore Formica» para su ópera bufa Don Pasquale, etc. Así mismo, E.T.A. Hoffmann se inspiró en la ópera Don Giovanni de su admirado Mozart para su complejo relato Don Juan. E. T. A. Hoffmann, siempre artista completísimo, imprime un horror deliciosamente elegante en obras magistrales como El magnetizador, El mayorazgo, Vampirismo, Los autómatas y otros.
Muchas de sus novelas cortas más famosas fueron reunidas en sus Piezas fantásticas (2 volúmenes, 1814–1815), que también contienen una colección de crítica musical y sus propias ilustraciones. Una de sus obras considerada cumbre es la estupenda novela Los elixires del diablo (1816), famosa por el uso del doppelgänger, es decir, un doble fantasmal, y está clasificada como una de las grandes glorias del romanticismo alemán y la literatura universal.
E. T. A. Hoffmann además de notable literato fue dramaturgo y compositor de música religiosa y música incidental para obras de teatro, sinfonías y ballets. Fruto de tal actividad es la propia ópera Ondina (Undine), de 1816, con un libreto basado en un cuento que Friedrich de la Motte Fouqué había escrito en 1811, en pleno auge de las narraciones fantásticas o cuentos de hadas (no debemos olvidar que las colecciones de los hermanos Grimm aparecieron entre 1812 y 1815). En el libreto de Undine realidad y fantasía se fusionan, se interrelacionan, al menos; concretamente narra la venganza de los «seres sin alma» (o sea, el mundo fantasmal), que se cierne sobre los «seres con alma» (es decir, el mundo real), al haberse opuesto los segundos al deseo de Ondina, hija de las aguas, de ser aceptada por los hombres y de acceder en última instancia al amor humano. Tras esta bella poesía, debemos centrar nuestra atención en el trasfondo temático, por su poder simbólico y evocador, así como por su preferencia hacia unos temas que serán germen de la ópera romántica alemana y más concretamente de la de Richard Wagner. Por eso es fundamental conocer la obra tanto literaria como teatral de E. T. A. Hoffmann, en cuanto supone un antecedente inmediato de la obra operística posterior.

## Adaptaciones de sus obras
A pesar de su amplia influencia, sus obras han sido adaptadas al cine esporádicamente, debido probablemente a su dificultad escenográfica, enorme intensidad psicológica y manejo de matices conductuales. La versión más renombrada es la adaptación de la ópera Los cuentos de Hoffmann, realizada por los directores-productores Powell y Pressburger en 1951. El cuento que ha tenido más versiones ha sido su fantasmagórico El cascanueces y el rey de los ratones, célebre gracias al famosísimo ballet de Chaikovski El cascanueces, especialmente en series de dibujos animados, y en la película El Cascanueces y los cuatro reinos (2018).
Algunos cineastas como David Lynch pueden considerarse herederos lejanos del planteamiento psicológico propuesto por Hoffmann, especialmente por ahondar en la situación espectral del «doble». En 2006 se llevó a cabo el cortometraje Don Giovanni, de Ricard Carbonell, en el que se moderniza el cuento «Don Juan» y se plantean cuestiones relacionadas con el doppelgänger ('doble personal').
En el año 2000 los hermanos Quay (Stephen Quay y Timothy Quay) codirigen un mediometraje de género musical titulado "The Sandman", adaptación libre de la obra de Hoffmann, contando con el bailarín y coreógrafo William Tuckett.

## Ediciones

### Obras literarias
- Fantasiestücke in Callots Manier (1814/1815). Contiene:
  - Jaques Callot
  - Ritter Gluck
  - Kreisleriana
  - Don Juan
  - Nachricht von den neuesten Schicksalen des Hundes Berganza
  - Der Magnetiseur
  - Der goldne Topf (1814 y 1819)
  - Die Abenteuer der Sylvester-Nacht
  - Prinzessin Blandina
- Die Elixiere des Teufels. Nachgelassene Papiers der Bruders Medardus, eines Kapuziners (1815 1.ª parte, 1816 2.ª)
- Nachtstücke (1816/1817)
  - Der Sandmann (El hombre de arena)
  - Ignaz Denner
  - Die Jesuiterkirche in G.
  - Das Sanctus
  - Das öde Haus
  - Das Majorat
  - Das Gelübde
  - Das steinerne Herz
- Seltsame Leiden eines Theater-Direktors (1818)
- Klein Zaches, genannt Zinnober (1819)
- Haimatochare (1819)
- Die Marquise de la Pivardiere (Nach Richers Causes Célèbres) (1820)
- Prinzessin Brambilla (1820)
- Die Serapionsbrüder (1819/1821). Contiene:
  - Rat Krespel
  - Die Fermate
  - Der Dichter und der Komponist
  - Ein Fragment aus dem Leben dreier Freunde
  - Der Artushof
  - Die Bergwerke zu Falun
  - Nußknacker und Mausekönig
  - Der Kampf der Sänger
  - Doge und Dogaresse
  - Meister Martin der Küfner und seine Gesellen
  - Das fremde Kind
  - Nachricht aus dem Leben eines bekannten Mannes
  - Die Brautwahl
  - Der unheimliche Gast
  - Das Fräulein von Scuderi
  - Spieler-Glück
  - Der Baron von B.
  - Signor Formica
  - Zacharias Werner
  - Erscheinungen
  - Der Zusammenhang der Dinge
  - Vampirismus
  - Die ästhetische Teegesellschaft
  - Die Königsbraut
  - Die Automate
- Lebensansichten des Katers Murr (1819/1821)
- Die Irrungen (1820)
- Die Geheimnisse (1821)
- Die Doppeltgänger (1821)
- Der Elementargeist (1821)
- Meister Floh (1822)
- Des Vetters Eckfenster (1822)
- Der Feind (Fragmento) (1822)

Gustav Gugitz le atribuye también la novela erótica Schwester Monika (1815).

### Obra musical

#### Vocal
- Messa d-Moll. (1805)
- Trois Canzonettes à 2 et à 3 voix (1807)
- 6 Canzoni per 4 voci a cappella (1808): Ave Maris Stella, De Profundis, Gloria, Salve Redemptor, O Sanctissima, Salve Regina
- Miserere b-Moll (1809).
- In des Irtisch weiße Fluten (Kotzebue), Lied (1811)
- Recitativo ed Aria „Prendi l’acciar ti rendo“ (1812)
- Tre Canzonette italiane (1812); 6 Duettini italiani (1812)
- Nachtgesang, Türkische Musik, Jägerlied, Katzburschenlied für Männerchor (1819–1821)

#### En piezas escénicas
- Die Maske (Libreto: E. T. A. Hoffmann), Singspiel (1799)
- Die lustigen Musikanten (Libreto: Clemens Brentano), Singspiel (1804)
- Música incidental para la obra de Zacharias Werners Das Kreuz an der Ostsee (1805)
- Liebe und Eifersucht Calderón / August Wilhelm Schlegel (1807)[8]
- Arlequin, música para ballet (1808)
- Der Trank der Unsterblichkeit (Libreto: Julius von Soden), ópera romántica (1808)
- Wiedersehn! (Libreto: E. T. A. Hoffmann), prólogo (1809)
- Dirna (Libretto: Julius von Soden), Melodrama (1809)
- Música incidental para el drma de Julius von Sodens Julius Sabinus (1810)
- Saul, König von Israel (Libreto: Joseph von Seyfried), Melodrama (1811)
- Aurora (Libreto: Franz Ignaz von Holbein), ópera heroica (1812)
- Undine (Libreto: Friedrich de la Motte Fouqué), ópera mágica (1814)
- Der Liebhaber nach dem Tode

#### Instrumental
- Rondo für Klavier (1794/1795)
- Ouvertura. Musica per la chiesa d-moll (1801)
- 5 Klaviersonaten: A-Dur, f-moll, F-Dur, f-moll, cis-moll (1805–1808)
- Große Fantasie für Klavier (1806) (perdida)
- Sinfonie Es-Dur (1806)
- Harfenquintett c-moll (1807)
- Grand Trio E-Dur (1809) für Violine, Violoncello und Klavier
- Walzer zum Karolinentag (1812) (perdida)
- Serapions-Walzer (1818–1821) (perdida)
- Fantasie Teutschlands Triumph in der Schlacht bei Leipzig (publicada en 1814 en Leipzig bajo el pseudónimo Arnulph Vollweiler) (desaparecida)